# Donja Rača
Donja Rača (em cirílico: Доња Рача) é uma vila da Sérvia localizada no município de Rača, pertencente ao distrito de Šumadija, na região de Šumadija. A sua população era de 925 habitantes segundo o censo de 2002.

## Demografia
| 1948 | 1953 | 1961 | 1971 | 1981 | 1991 | 2002 | 2011 |
| ---- | ---- | ---- | ---- | ---- | ---- | ---- | ---- |
| 1634 | 1684 | 1595 | 1543 | 1580 | 1474 | 1008 | 925  |